# Lista monumentelor istorice din județul Dâmbovița - N

Simbol utilizat pentru monumentele istorice

Lista monumentelor istorice din județul Dâmbovița - N cuprinde monumentele istorice înscrise în Patrimoniul cultural național al României și aflate în localități din județul Dâmbovița al căror nume începe cu litera N. 
Lista completă este menținută și actualizată periodic de către Ministerul Culturii, Cultelor și Patrimoniului Național din România, prin intermediul Institutului Național al Patrimoniului, ultima versiune datând din 2015. Această listă cuprinde și actualizările ulterioare, realizate prin ordin al ministrului culturii.
Puteți căuta un monument din județul Dâmbovița folosind formularul de mai jos sau puteți naviga prin toate monumentele din județ la lista monumentelor istorice din județul Dâmbovița.
| Cod LMI                              | Denumire                                             | Localitate                   | Localizare | Datare, Creatori                        | Imagine               | Erori             |
| ------------------------------------ | ---------------------------------------------------- | ---------------------------- | --- | --------------------------------------- | --------------------- | ----------------- |
| DB-I-s-A-17087                       | Situl arheologic de la Neajlovu, punct „Tăvârleanca” | sat Neajlovu; comuna Morteni | „Tăvârleanca” sau „Valea lui Urdă”, la 0,5 km SE de cătunul Tăvârlău, pe terasa înaltă a Neajlovului și a pârâului Valea lui Urdă |                                         | Încarcă foto \| video | Raportează eroare |
| DB-I-m-B-17087.01 (RAN: 68271.01.02) | Așezare                                              | sat Neajlovu; comuna Morteni | „Tăvârleanca” sau „Valea lui Urdă”, la 0,5 km SE de cătunul Tavârlău, pe terasa înaltă a Neajlovului și a pârâului Valea lui Urdă | sec. V - VII, Epoca migrațiilor         | Încarcă foto \| video | Raportează eroare |
| DB-I-m-B-17087.02 (RAN: 68271.01.01) | Așezare                                              | sat Neajlovu; comuna Morteni | „Tăvârleanca” sau „Valea lui Urdă”, la 0,5 km SE de cătunul Tavârlău, pe terasa înaltă a Neajlovului și a pârâului Valea lui Urdă | Epoca bronzului                         | Încarcă foto \| video | Raportează eroare |
| DB-I-s-A-17088 (RAN: 68271.02)       | Situl arheologic de la Neajlovu, punct „Valea Mare”  | sat Neajlovu; comuna Morteni | „Valea Mare”, în cătunul Tavârlău, în curtea Fermei IAS Găești nr. 6                                                              |                                         | Încarcă foto \| video | Raportează eroare |
| DB-I-m-A-17088.01 (RAN: 68271.02.02) | Siliștea satului Drăghiești                          | sat Neajlovu; comuna Morteni | „Valea Mare”, în cătunul Tavârlău, în curtea Fermei IAS Găești nr. 6                                                              | sec. XVII - XIX, Epoca medievală târzie | Încarcă foto \| video | Raportează eroare |
| DB-I-m-A-17088.02 (RAN: 68271.02.01) | Așezare                                              | sat Neajlovu; comuna Morteni | „Valea Mare”, în cătunul Tavârlău, în curtea Fermei IAS Găești nr. 6                                                              | Epoca bronzului                         | Încarcă foto \| video | Raportează eroare |
| DB-I-s-B-17089 (RAN: 68299.01)       | Așezare                                              | sat Nucet; comuna Nucet      | „Chirigioaia”, la E de sat, între localitate și calea ferată Titu-Târgoviște                                                      | sec. IV p. Chr., Epoca daco-romană      | Încarcă foto \| video | Raportează eroare |
| DB-II-m-B-17606                      | Biserica „Sf. Ioan Botezătorul” și „Sf. Ecaterina”   | sat Neajlovu; comuna Morteni | 171, parcela nr. 1 | 1837                                    | Încarcă foto \| video | Raportează eroare |
| DB-II-m-B-17607                      | Biserica „Sf. Apostoli Petru și Pavel”               | sat Nisipurile; comuna Ulmi  | 280 | 1821                                    | Încarcă foto \| video | Raportează eroare |
| DB-II-a-A-17608 (RAN: 68299.02)      | Mănăstirea Nucet                                     | sat Nucet; comuna Nucet      | | sec. XV, ref. 1746 și mijl. sec. XIX    | Încarcă foto \| video | Raportează eroare |
| DB-II-m-A-17608.01                   | Biserica „Sf. Gheorghe”                              | sat Nucet; comuna Nucet      | | sec. XV, ref. 1746 și mijl. sec. XIX    | Încarcă foto \| video | Raportează eroare |
| DB-II-m-A-17608.02                   | Ruine Casa egumenească                               | sat Nucet; comuna Nucet      | | sec. XV, ref. sec. XVIII - XIX          | Încarcă foto \| video | Raportează eroare |
| DB-II-m-A-17608.03                   | Ruine chilii                                         | sat Nucet; comuna Nucet      | | sec. XV, ref. sec. XVIII - XIX          | Încarcă foto \| video | Raportează eroare |
| DB-II-m-A-17608.04                   | Turn clopotniță                                      | sat Nucet; comuna Nucet      | | sec. XV, ref. sec. XVIII - XIX          | Încarcă foto \| video | Raportează eroare |
| DB-II-m-A-17608.05                   | Ruine zid de incintă                                 | sat Nucet; comuna Nucet      | | sec. XV, ref. sec. XVIII - XIX          | Încarcă foto \| video | Raportează eroare |